# 小山倉之助

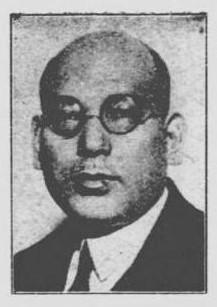
小山倉之助

小山 倉之助（おやま くらのすけ、1884年（明治17年）3月21日 - 1956年（昭和31年）8月3日）は、日本の実業家、政治家。衆議院議員（6期）。

## 経歴
宮城県本吉郡気仙沼本郷（後の気仙沼町、現気仙沼市）で、小山長兵衛の二男として生まれる。1909年、東京帝国大学法科大学政治学科を卒業。
その後、九州林業取締役、樺太合同産業取締役、日本セメント取締役、帝国地方行政学会取締役、日本エタニットパイプ取締役、（株）行政学会印刷所社長などを務めた。
1928年2月、第16回衆議院議員総選挙で宮城県第二区から出馬して当選。以後、第17回、第19回、第20回総選挙で当選。1942年4月の第21回総選挙では翼賛政治体制協議会の推薦を受けて当選した。この間、商工大臣秘書官、阿部内閣商工参与官、小磯内閣農商政務次官、内閣委員、内務省委員、商工省参与、翼賛政治会政調理事などを務めた。
戦後、公職追放となり、追放解除後の1952年10月の第25回総選挙に改進党所属で宮城2区から出馬したが落選。翌1953年4月の第26回総選挙で当選し、衆議院議員を通算六期務め、改進党中央常任委員に就任した。
1954年7月に改進党を離党し、山下春江らと新党同志クラブを結成、11月末に町村金五らが加わり新党同志会を結成した。1955年2月の第27回総選挙（諸派）で落選した。
翌1956年8月3日死去、72歳。死没日をもって正五位から従四位に叙され、木杯一組台付を賜った。

## 著作
訳書
- フランツ・ロイテル著『シヤハト伝』千倉書房、1938年。